# Zimske olimpijske igre 2026
XXV. zimske olimpijske igre bodo 25. zimske olimpijske igre zapovrstjo. Začele se bodo 6. februarja 2026 in zaključile 22. februarja 2026. 
Po Torinu (2006) bodo Zimske olimpijske igre spet potekale v Italiji. Cortina d'Ampezzo je igre gostila že leta 1956. Tekmovanja bodo potekala v Milanu in Cortini d'Ampezzo (ter dodatnimi prizorišči v Bormiu in Anterselvi).

## Kandidati
| Država  | Prizorišče | Št. glasov |
| ------- | ---------- | ---------- |
| Italija | Milano     | 47         |
| Švedska | Åre        | 34         |

24. junija 2019 je Mednarodni olimpijski komite na sedežu komiteja v Lozani odločal o gostitelju Zimskih olimpijskih iger 2026.

## Sodelujoče države
Države, ki bodo sodelovale na igrah, bodo znane leta 2026.